# جوزفين براون
جوزفين براون (بالإنجليزية: Josephine Brown)‏ هي كاتِبة أمريكية، ولدت في 12 يونيو 1839 في ديترويت في الولايات المتحدة، وتوفيت في 16 يناير 1874 في كامبريدج في الولايات المتحدة.